# Xanomeline
Xanomeline is een muscarine-acetylcholine-receptoragonist die voor het eerst in de jaren '90 werd gesynthetiseerd in een samenwerking tussen Eli Lilly and Company en Novo Nordisk als een onderzoekstherapeutisch middel dat wordt bestudeerd voor de behandeling van aandoeningen van het centrale zenuwstelsel.
De farmacologische werking ervan wordt voornamelijk bewerkstelligd door stimulatie van het centrale zenuwstelsel door middel van de muscarine M1 en M4 receptoren. Xanomeline/trospium wordt momenteel ontwikkeld als combinatiemedicijn. Trospiumchloride is een niet-selectieve muscarine-antagonist die niet in het CZS doordringt en perifere muscarine-agonist-afhankelijke bijwerkingen onderdrukt. Er wordt verondersteld dat het werkingsmechanisme van xanomeline bestaat uit het opnieuw in evenwicht brengen van belangrijke neurotransmittercircuits, waaronder acetylcholine, dopamine en glutamaat, die verstoord zijn bij schizofrenie en verwante ziekten.

## Chemie
Xanomeline vertoont structurele en farmacologische overeenkomsten met het belangrijkste psychoactieve ingrediënt in betelnoot (arecanoot), arecoline, en de natuurlijke muscarinereceptorneurotransmitter, acetylcholine. Xanomeline is een achiraal en lipofiel klein molecuul met een laag molecuulgewicht. De fysisch-chemische eigenschappen van xanomeline, waaronder een laag moleculair gewicht, lipofiliteit en de afwezigheid van waterstofbrugdonoren, bevorderen de opname ervan in de hersenen met een hoge hersen-plasmaverhouding (> 10:1).

## Farmacologie
Xanomeline is een agonist die primair gericht is op de muscarine-acetylcholine-receptorfamilie van vijf muscarine-receptor-subtypes, die worden aangeduid als M1-M 5. Hoewel het zich met vrijwel gelijke affiniteit aan alle vijf muscarinereceptor-subtypen bindt, zoals gemeten door de verplaatsing van een muscarine-radioligand, suggereert het overgrote deel van het bewijs dat xanomeline bij voorkeur in het centrale zenuwstelsel werkt als een functioneel selectieve partiële agonist op de M1 en M4 muscarinereceptoren. Het heeft een bescheidener partiële agonist-farmacologie bij de M2, M3 en M5 receptoren.

## Centraal zenuwstelsel
Xanomeline reguleert belangrijke dopaminerge en glutamaterge circuits in de hersenen waarvan wordt verondersteld dat ze uit balans zijn bij patiënten die lijden aan neuropsychiatrische en neurologische aandoeningen zoals schizofrenie en de ziekte van Alzheimer. Dit gebeurt door stimulatie van voornamelijk de centrale  M1 en M4 muscarine receptor subtypes. Uit preklinische studies is gebleken dat muscarine M1 en M4 receptoren tot expressie komen in gebieden die belangrijk zijn voor de regulatie van het dopamine- en glutamaatneuroncircuit (bijvoorbeeld de frontale cortex en het dorsale en ventrale striatum). Xanomeline heeft in verschillende preklinische gedragsmodellen een antipsychotische activiteit laten zien die afhankelijk is van de activering van de M1 en M4 receptoren.

## Klinische ontwikkeling
Xanomeline werd voor het eerst ontdekt in een therapeutische ontwikkelingssamenwerking tussen Eli Lilly & Co. en Novo Nordisk Pharmaceutical Companies in de vroege jaren negentig. Eli Lilly leidde de eerste klinische ontwikkelingsinspanning van xanomeline via een klinische proef in fase 2 om de hypothese te testen dat het de cognitie zou verbeteren bij patiënten die lijden aan de cognitieve achteruitgang die wordt waargenomen bij de ziekte van Alzheimer en later in een klein placebo-gecontroleerd onderzoek bij schizofrenie. De ontwikkeling van xanomeline werd voornamelijk stopgezet vanwege de cholinerge bijwerkingen die in klinische studies werden waargenomen. Verdere ontwikkeling werd mogelijk gemaakt door een nieuwe coformuleringsstrategie, xanomeline/trospium, met de perifeer beperkte muscarine antagonist, trospium, om de perifere cholinerge bijwerkingen te onderdrukken.